# Elde
Elde er en flod i Mecklenburg-Vorpommern og Brandenburg i det nordlige Tyskland og en biflod  til Löcknitz  med en længde på 220 km. Den har sit udspring nær Altenhof, syd for Malchow. Elde løber først mod sydøst til  den sydlige  ende af søen Müritz, som den løber ud i ved Vipperow. Den løber ud af  Müritz i nord, nær Waren. Floden drejer  så vestover og løber gennem en række søer  og gennem byen Malchow frem til Plauer See. Den løber ud af Plauer See ved Plau am See og fortsætter  vest- og sydvestover gennem Lübz, Parchim, Neustadt-Glewe og Grabow. Elde munder ud i Löcknitz (som igen er en biflod til Elben) i Eldenburg, en del af Lenzen. Det meste af floden (180 km) er sejlbar. 